# 伊藤杂种

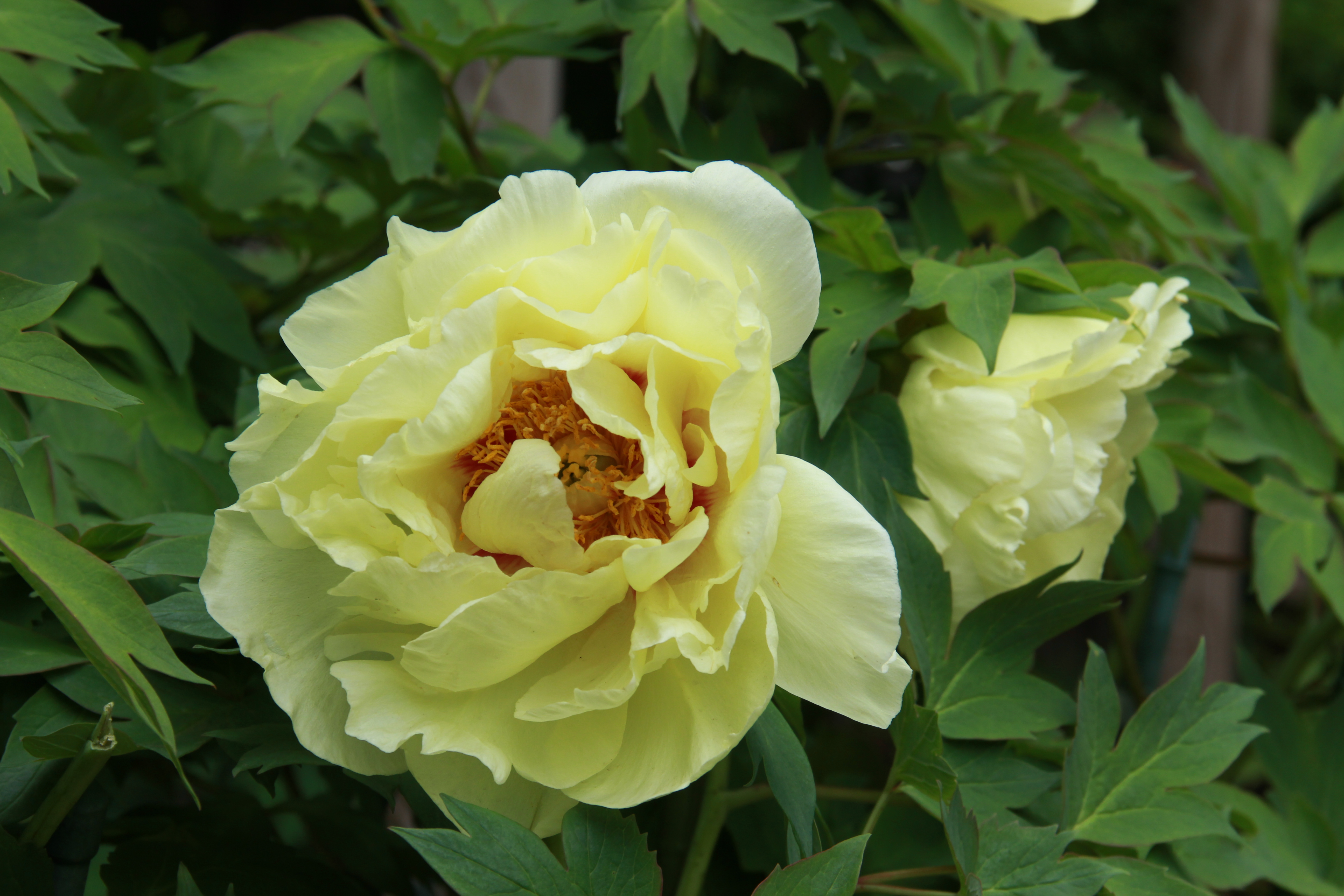
‘皇冠’牡丹(Paeonia Itoh 'Yellow Crown')

伊藤杂种是芍药科芍药属植物中牡丹和芍药的杂交种。已育成的有100多个品种。
伊藤杂种是三倍体，其茎秆挺拔、花头直立，花色多样。花期较长，开花时间介于牡丹与芍药之间，常作为鲜切花，也常用于园林绿化和盆栽种植。